# ماتيلد من هسن
ماتيلد من هسن (بلانكنشتاين؛ 4 يوليو 1473 - 19 فبراير 1505؛كولونيا)؛ هي ابنة هنري الثالث، لاندغراف هسن العليا وزوجته آنا دي كاتزنلنبورغن.
تزوجت في 3 نوفمبر 1490 في سويست من يوهان الثاني، دوق كليفز الملقب بـ (صانع الأطفال) هو ابن يوهان الأول، دوق كليفز وإليزابيث من نيفير؛ وانجبت له:-
1. يوهان الثالث (1539-1490)؛ خلفه، وهو والد الملكة آن زوجة الرابعة لـ هنري الثامن ملك إنجلترا.[1]
2. آنا (1567-1495)؛ تزوجت من فيليب الثالث، كونت فالديك-إسنبرغ.
3. أدولف (1525-1498)؛ عينه عمه فيليب دي كليفز، لورد رافنشتاين وفيخندال وريثاً له، إلا أنه توفي قبله.